# ジェイリン・ターナー
ジェイリン・ターナー（Jalin Turner、1995年5月18日 - ）は、アメリカ合衆国の男性総合格闘家。カリフォルニア州サンバーナーディーノ出身。アドレナリン・コンバットスポーツ所属。

## 来歴
高校時代は度重なる怪我に悩まされ、2年生時にレスリングを始めるも、指を骨折したためすぐに断念した。その後、テレビでUFCを観たのがきっかけで総合格闘技に興味を持つ。10代の頃は貧しく、格闘技のトレーニング用品を買う余裕がなかったため、自宅のソファをサンドバッグ代わりにしていた。2016年にプロ総合格闘技デビュー。
2018年7月10日、Dana White's Contender Series 12でマックス・ムスタキと対戦し、1R終了時にドクターストップでTKO勝ち。

### UFC
2018年10月6日、UFC初参戦となったUFC 229でビセンテ・ルケと対戦し、パウンドで1RKO負け。
2019年2月10日、ライト級復帰戦となったUFC 234でキャラン・ポッターと対戦し、右フックでダウンを奪いパウンドで開始53秒のKO勝ち。
2022年7月2日、UFC 276でライト級ランキング14位のブラッド・リデルと対戦。右ストレートを効かせた後にギロチンチョークで開始45秒の一本勝ち。パフォーマンス・オブ・ザ・ナイトを受賞し、5連勝となった。
2023年3月4日、UFC 285でライト級ランキング7位のマテウス・ガムロットと対戦。右フックでダウンを奪うなどスタンドの攻防で優勢となるも、テイクダウンを4度奪われ1-2の判定負け。
2023年7月8日、UFC 290でライト級ランキング12位のダン・フッカーと対戦し、1-2の判定負け。この試合はターナーの体重超過により、158ポンドのキャッチウェイト契約で行われた。
2023年12月2日、負傷欠場したダン・フッカーの代役を受けUFC on ESPN: Dariush vs. Tsarukyanでライト級ランキング13位のキング・グリーンと対戦し、テンプルへの右ストレートでダウンを奪いパウンドで1RKO勝ち。パフォーマンス・オブ・ザ・ナイトを受賞した。
2024年4月13日、UFC 300でライト級ランキング13位のヘナート・モイカノと対戦。1Rに左ストレートでダウンを奪うも、パウンドで2RTKO負け。
2025年3月8日、UFC 313でイグナシオ・バハモンデスと対戦し、三角絞めで1R一本負け。試合後に引退を示唆した。

## 人物・エピソード
- ニックネームの「ザ・タランチュラ」（The Tarantula）は、子供の頃にクモ恐怖症を克服するためタランチュラをペットとして飼い始め、最終的に200匹以上のタランチュラを飼育していたため名付けられた[10]。

## 戦績
| 総合格闘技 戦績 | 総合格闘技 戦績 | 総合格闘技 戦績 | 総合格闘技 戦績 | 総合格闘技 戦績 | 総合格闘技 戦績 | 総合格闘技 戦績 |
| --------------- | --------------- | --------------- | --------------- | --------------- | --------------- | --------------- |
| 23 試合         | (T)KO           | 一本            | 判定            | その他          | 引き分け        | 無効試合        |
| 14 勝           | 10              | 4               | 0               | 0               | 0               | 0               |
| 9 敗            | 4               | 1               | 4               | 0               | 0               | 0               |

| 勝敗 | 対戦相手                     | 試合結果                              | 大会名                                          | 開催年月日    |
| ×    | イグナシオ・バハモンデス     | 1R 2:29 三角絞め                      | UFC 313: Pereira vs. Ankalaev                   | 2025年3月8日  |
| ×    | ヘナート・モイカノ           | 2R 4:11 TKO（パウンド）               | UFC 300: Pereira vs. Hill                       | 2024年4月13日 |
| ○    | キング・グリーン             | 1R せ2:49 KO（右ストレート→パウンド） | UFC on ESPN 52: Dariush vs. Tsarukyan           | 2023年12月2日 |
| ×    | ダン・フッカー               | 5分3R終了 判定1-2                     | UFC 290: Volkanovski vs. Rodríguez              | 2023年7月8日  |
| ×    | マテウス・ガムロット         | 5分5R終了 判定1-2                     | UFC 285: Jones vs. Gane                         | 2023年3月4日  |
| ○    | ブラッド・リデル             | 1R 0:45 ギロチンチョーク              | UFC 276: Adesanya vs. Cannonier                 | 2022年7月2日  |
| ○    | ジェイミー・ムラーキー       | 2R 0:46 TKO（右フック→パウンド）      | UFC 272: Covington vs. Masvidal                 | 2022年3月5日  |
| ○    | ウロシュ・メディチ           | 1R 4:01 リアネイキドチョーク          | UFC 266: Volkanovski vs. Ortega                 | 2021年9月25日 |
| ○    | ブロク・ウィーバー           | 2R 4:20 リアネイキドチョーク          | UFC Fight Night: Waterson vs. Hill              | 2020年9月12日 |
| ○    | ジョシュア・クリバオ         | 2R 3:01 TKO（パウンド）               | UFC Fight Night: Felder vs. Hooker              | 2020年2月23日 |
| ×    | マット・フレボラ             | 5分3R終了 判定0-3                     | UFC 236: Holloway vs. Poirier 2                 | 2019年4月13日 |
| ○    | キャラン・ポッター           | 1R 0:53 KO（右フック→パウンド）       | UFC 234: Adesanya vs. Silva                     | 2019年2月10日 |
| ×    | ビセンテ・ルケ               | 1R 3:52 KO（パウンド）                | UFC 229: Khabib vs. McGregor                    | 2018年10月6日 |
| ○    | マックス・ムスタキ           | 1R 5:00 TKO（ドクターストップ）       | Dana White's Contender Series 12                | 2018年7月10日 |
| ○    | ノア・ティリス               | 1R 1:12 TKO（パンチ連打）             | Bellator 192                                    | 2018年1月20日 |
| ○    | ヴィータウタス・サダウスカス | 1R 1:39 三角絞め                      | KOTC: Never Quit                                | 2017年9月2日  |
| ×    | リチャード・リロイ           | 3R 4:18 TKO（パンチ連打）             | CXF 8 : Cali Kings                              | 2017年6月17日 |
| ○    | パラダイス・バオバサ         | 1R 1:30 KO（ボディへの膝蹴り）        | Tachi Palace Fights 31: Diaz vs. Gibson         | 2017年5月18日 |
| ○    | ゲイブリエル・グリーン       | 1R 0:36 KO（パンチ連打）              | Bellator 170                                    | 2017年1月21日 |
| ×    | アンドリュー・ラグダーン     | 5分3R終了 判定1-2                     | SMASH Global 4: Fight Bullying                  | 2016年9月15日 |
| ×    | ロニー・ボルハ               | 1R 0:11 TKO（パンチ連打）             | California Fight League 8                       | 2016年7月30日 |
| ○    | エイドリアン・アジョレサ     | 1R 4:55 TKO（ミドルキック）           | BAMMA Badbeat 20 Saunders vs. Culley            | 2016年6月10日 |
| ○    | エリック・スティーンズ       | 1R 0:32 KO（パンチ連打）              | World Series of Fighting 28: Moraes vs. Barajas | 2016年2月20日 |

## 表彰
- UFC パフォーマンス・オブ・ザ・ナイト（2回）